# La Gripperie-Saint-Symphorien
La Gripperie-Saint-Symphorien è un comune francese di 516 abitanti situato nel dipartimento della Charente Marittima nella regione della Nuova Aquitania.

## Società

### Evoluzione demografica
Abitanti censiti